# Kamichi à collier
Chauna torquata
Espèce
Statut de conservation UICN

 LC  : Préoccupation mineure
Le Kamichi à collier (Chauna torquata) est une espèce de la famille des Anhimidae, oiseaux endémiques de l'Amérique du Sud, apparentée aux canards et aux oies.

## Description
C'est un oiseau de grande taille, environ 75 cm du bec à la queue, qui ressemble à une espèce de paon avec une crête, un petit bec et un collier de plumes claires au cou. Les pattes sont robustes et longues, de couleur rosée ; la région des yeux est rosée. Il est capable de voler très haut pendant plusieurs heures, mais c'est également un très bon marcheur et nageur.

## Répartition
On le trouve au Pérou, en Bolivie, au Paraguay, dans le Sud du Brésil, en Uruguay, et en Argentine.

## Habitat
Le kamichi vit dans les forêts tropicales humides et subtropicales, les savanes boisées, ou les terres cultivées. Il est également fréquent dans la pampa, les marais, les lagunes, les lacs et les champs inondés.

## Comportement
On peut l'observer planant à grande hauteur ou près des lacs et des étangs.

## Alimentation

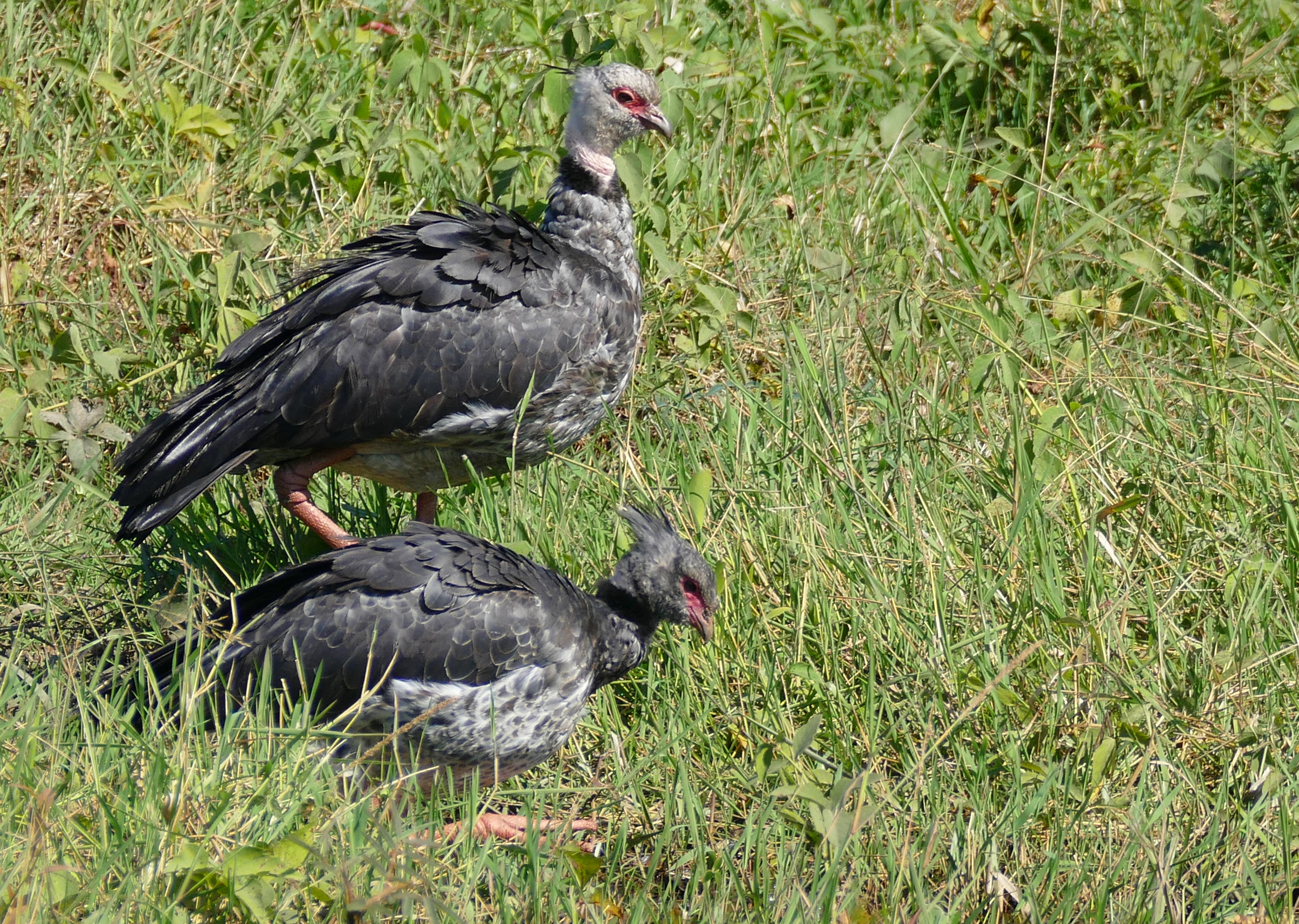
Kachimis dans les herbes (Mato Grosso, Brésil)

Le kamichi a un régime alimentaire essentiellement végétarien. Il broute à la manière d'une oie. Il se nourrit de jeunes pousses, de plantes aquatiques, de graines, de tiges et de feuilles.

## Nidification
Son nid est une grande plate-forme de linaigrettes, aménagé sur le sol, proche de l'eau, dans lequel la femelle dépose jusqu'à 6 œufs.
Les deux parents participent à l'incubation des œufs et à l'éducation des petits.

## Voix
Son cri est particulièrement puissant : on peut l'entendre à plus de trois kilomètres. L'oiseau perché au sommet des arbres joue alors le rôle d'une sentinelle pour les autres espèces. Son cri à deux notes rappelle la sonnerie d'une trompette.

## Longévité
Le kamichi peut vivre jusqu'à 30 ans en captivité.

## Photos

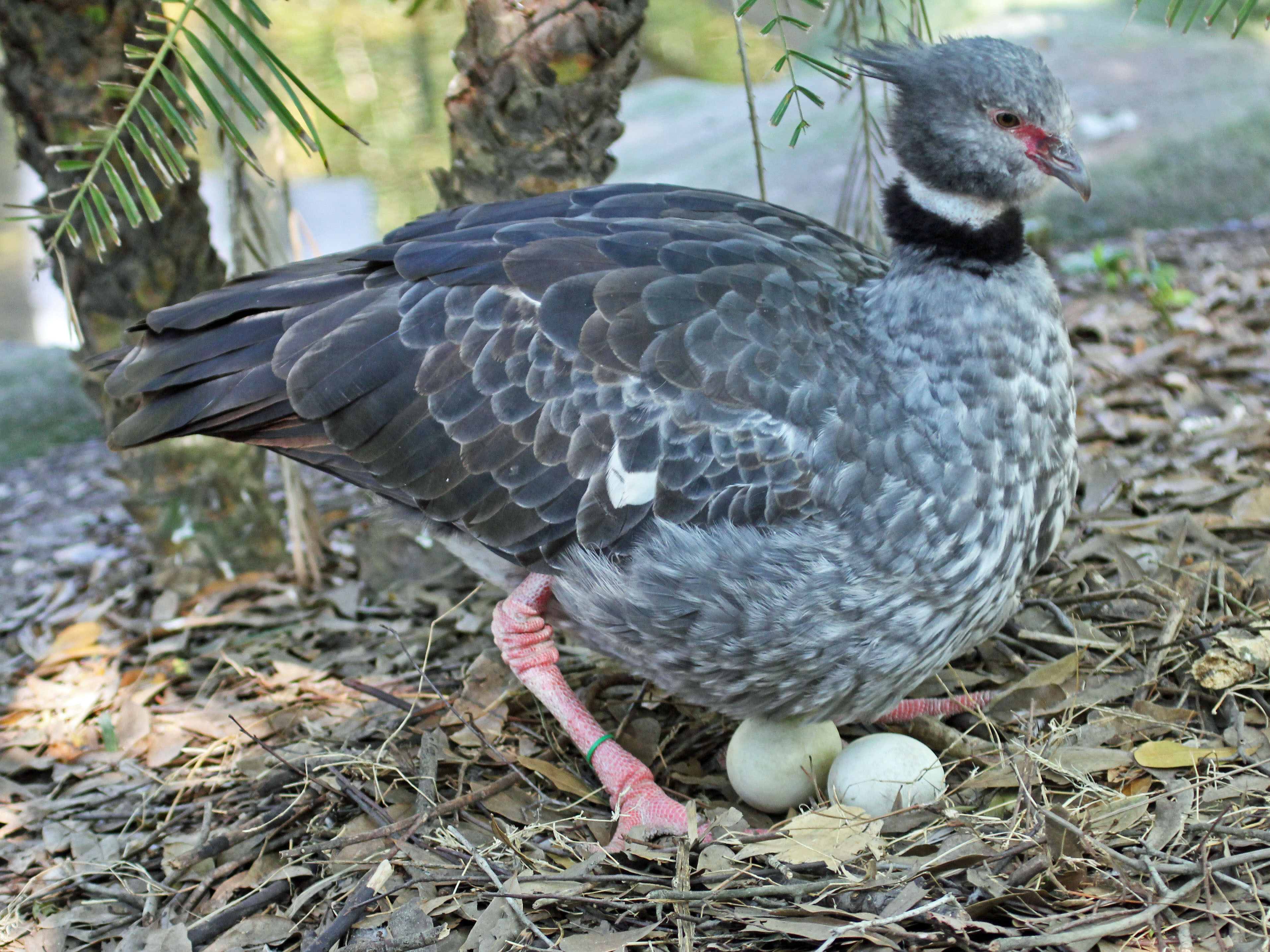
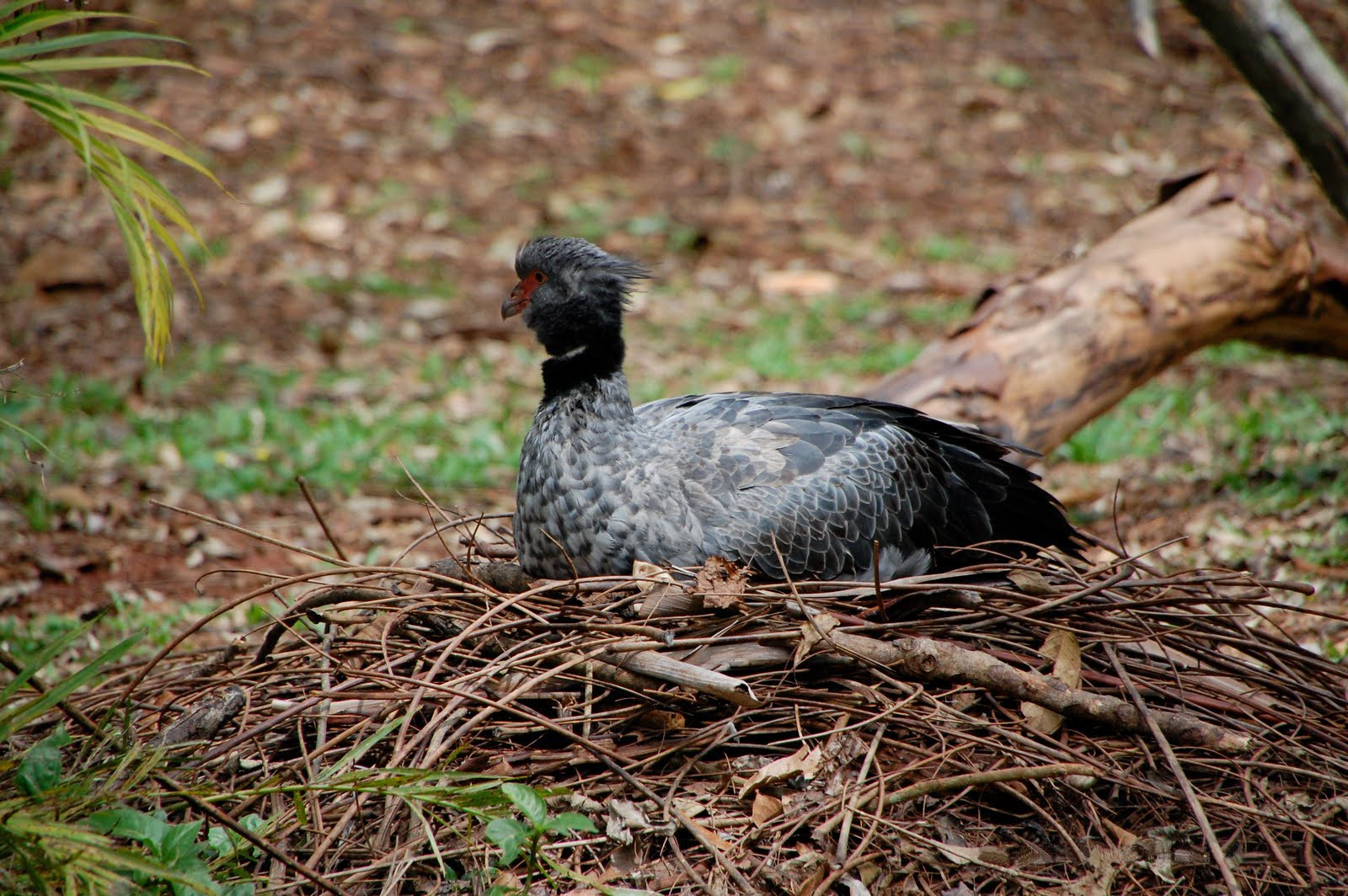
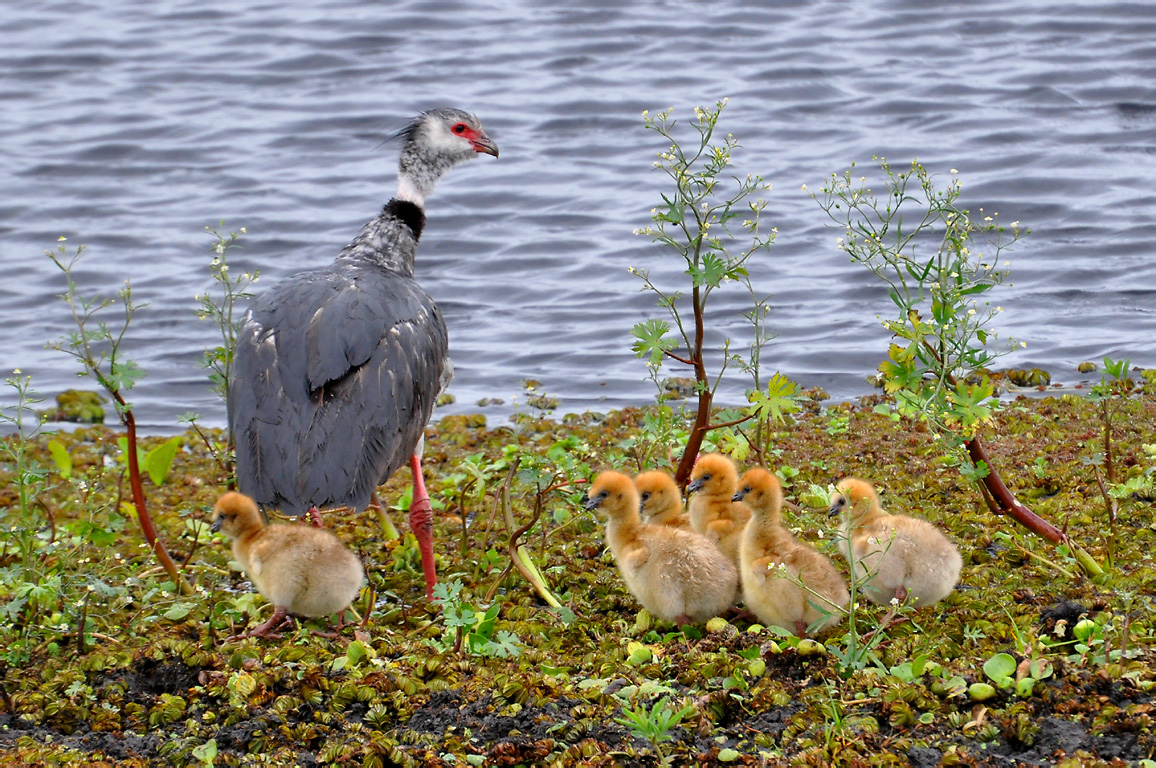
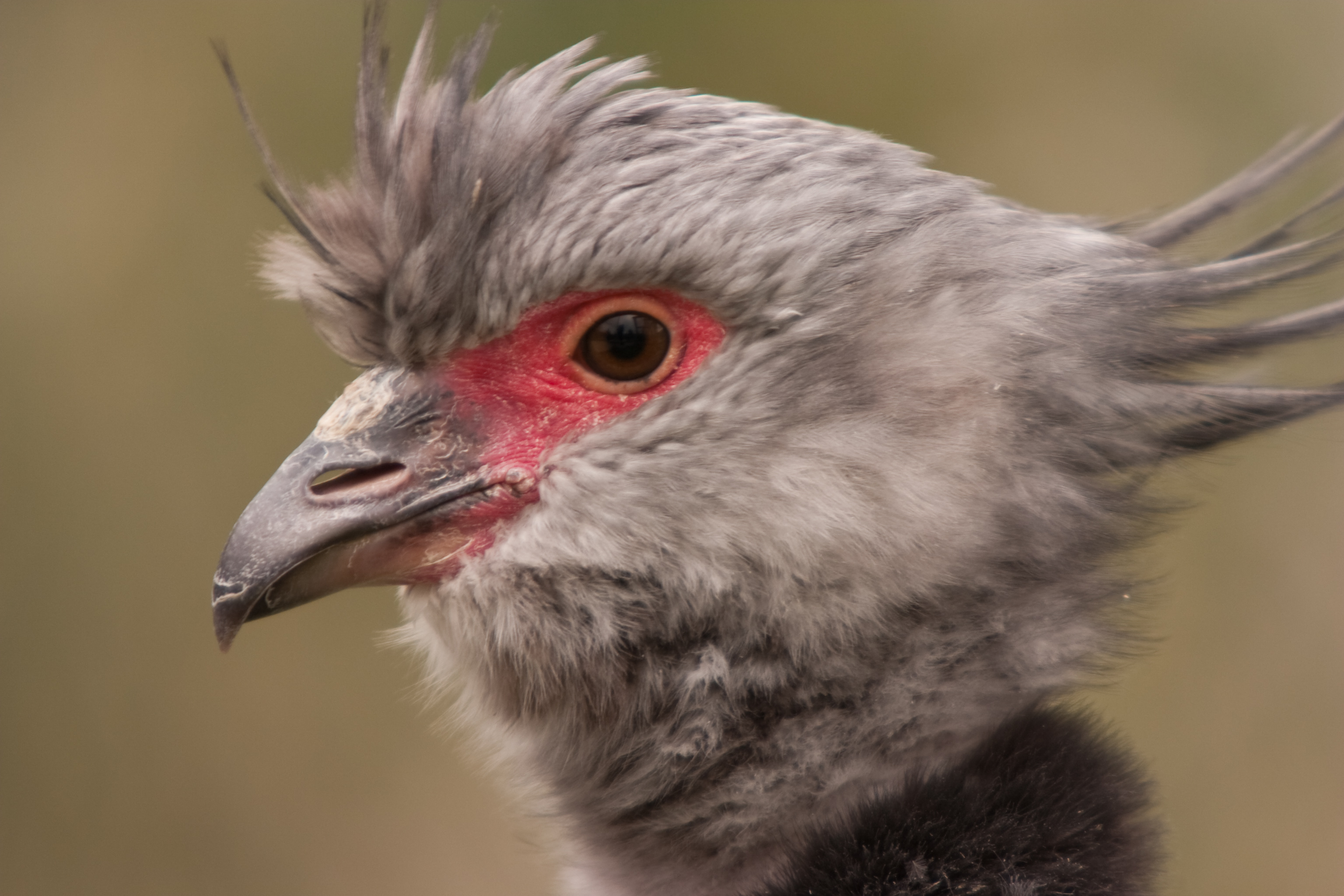
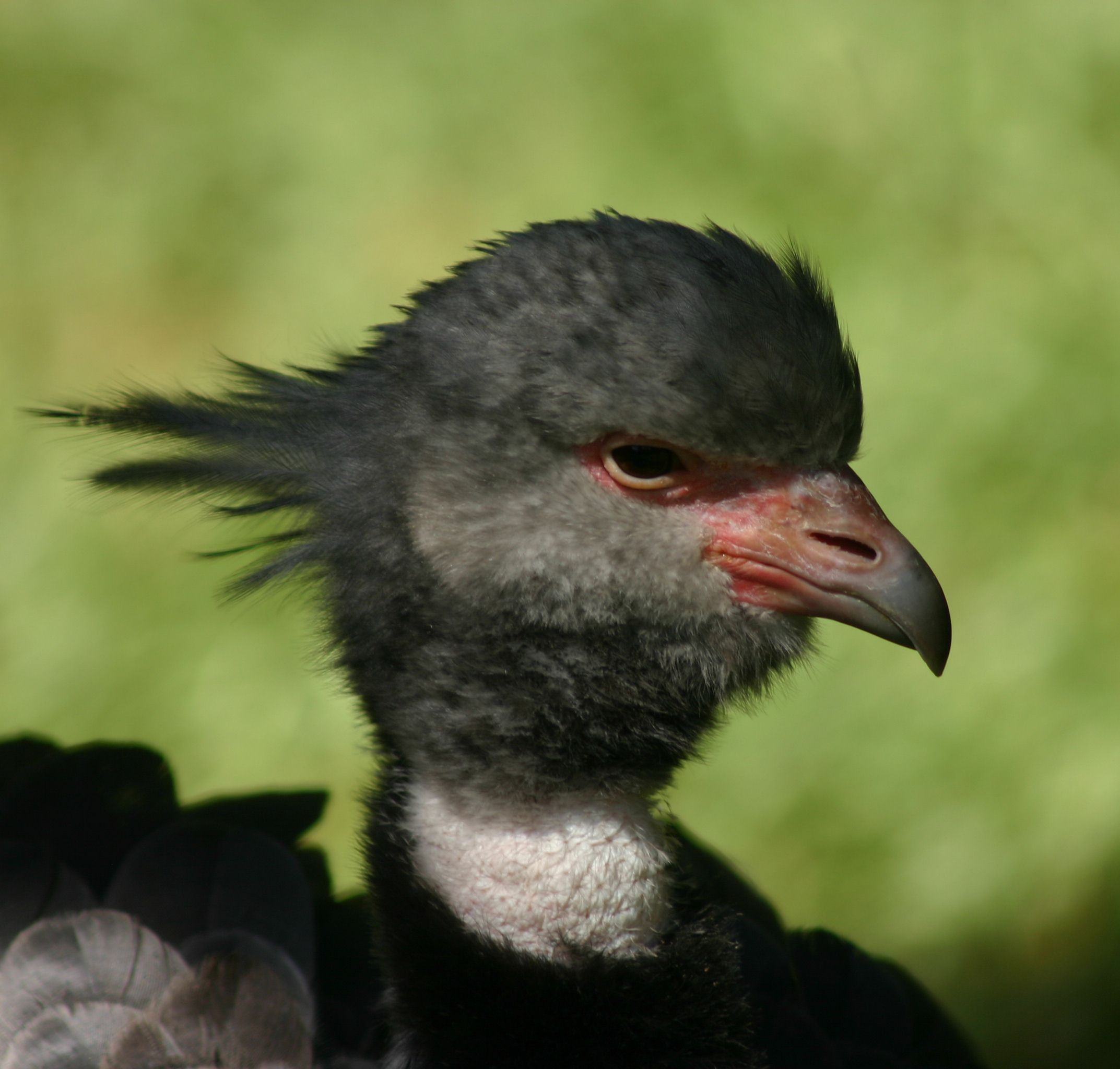
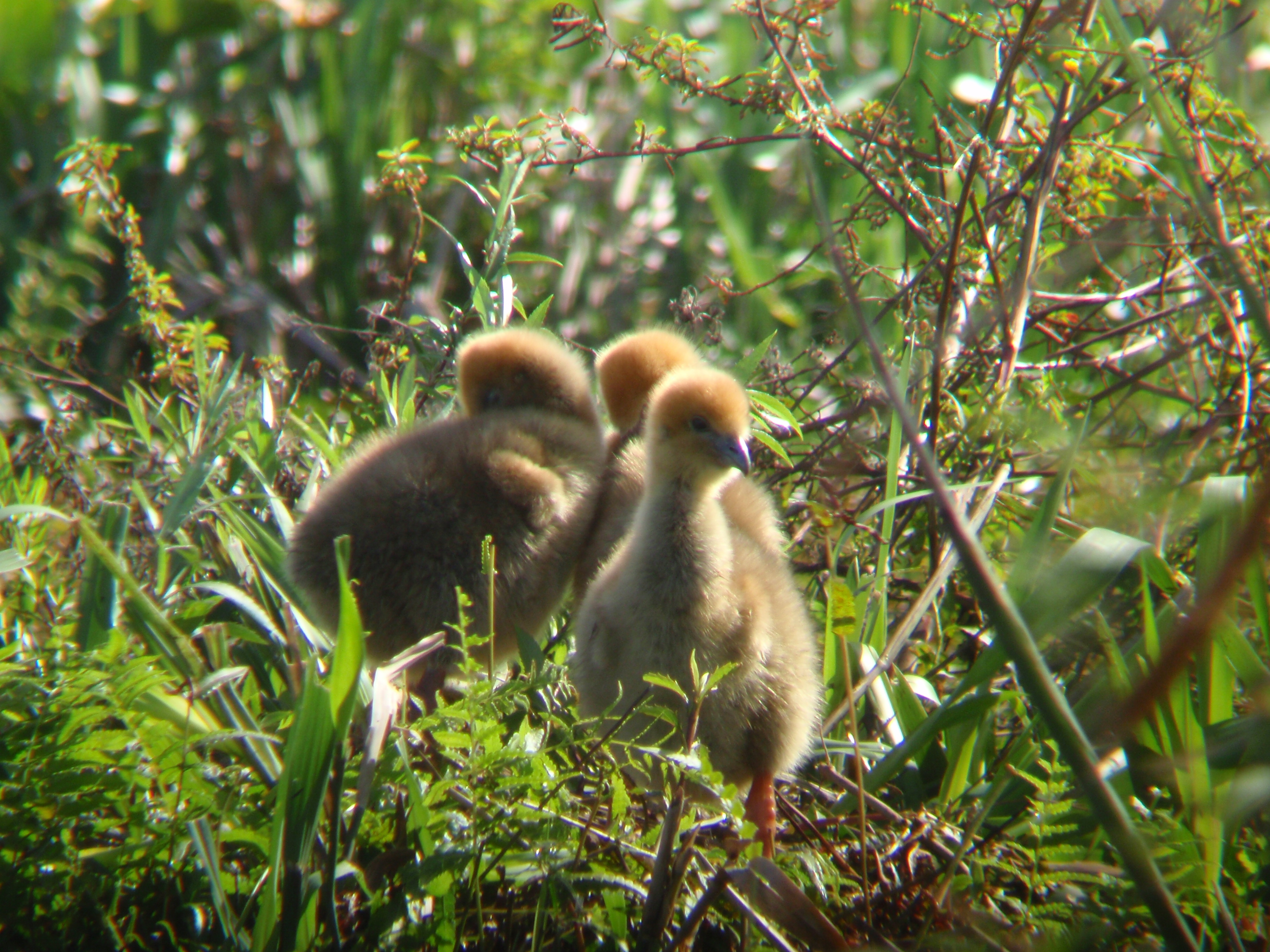
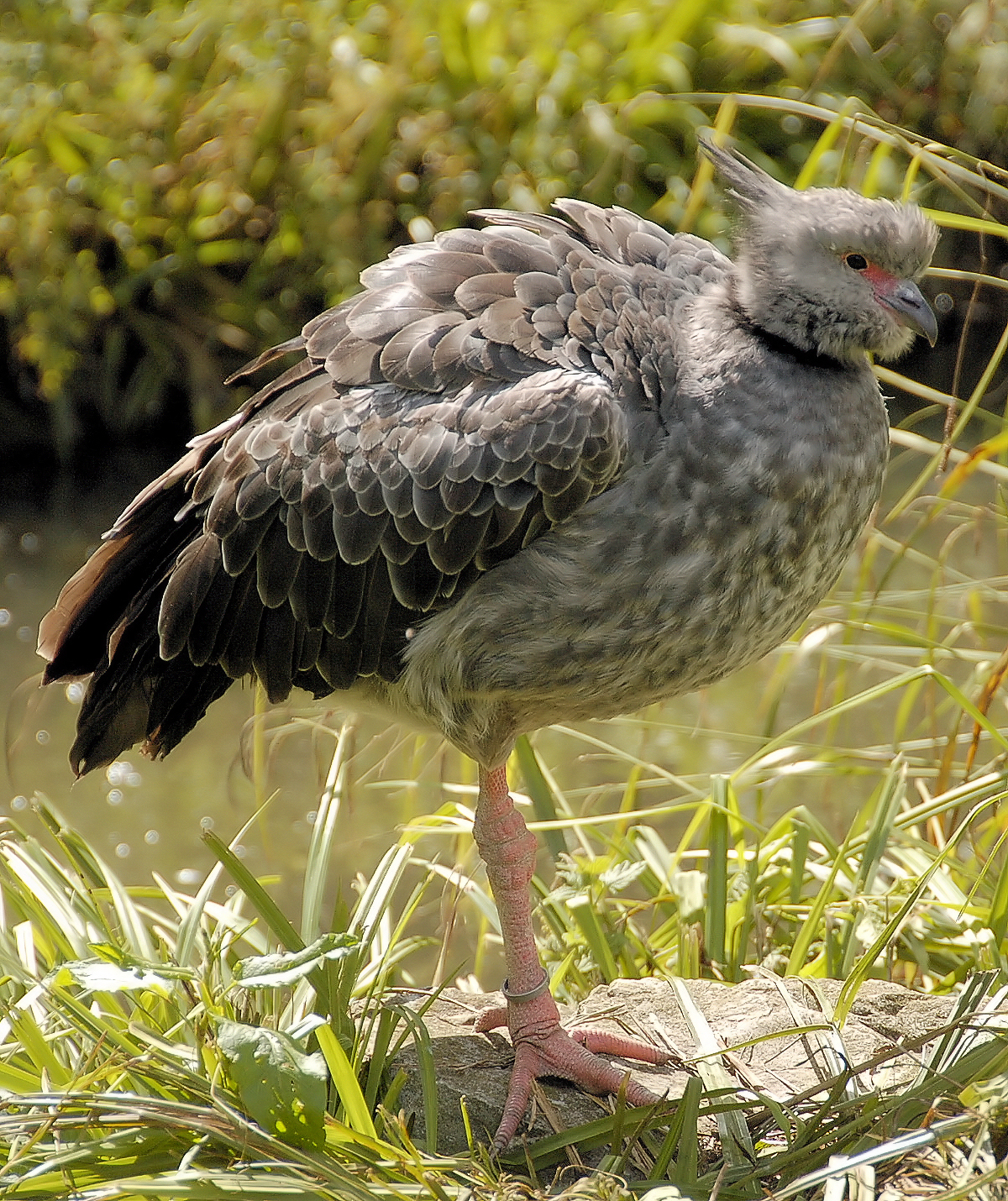
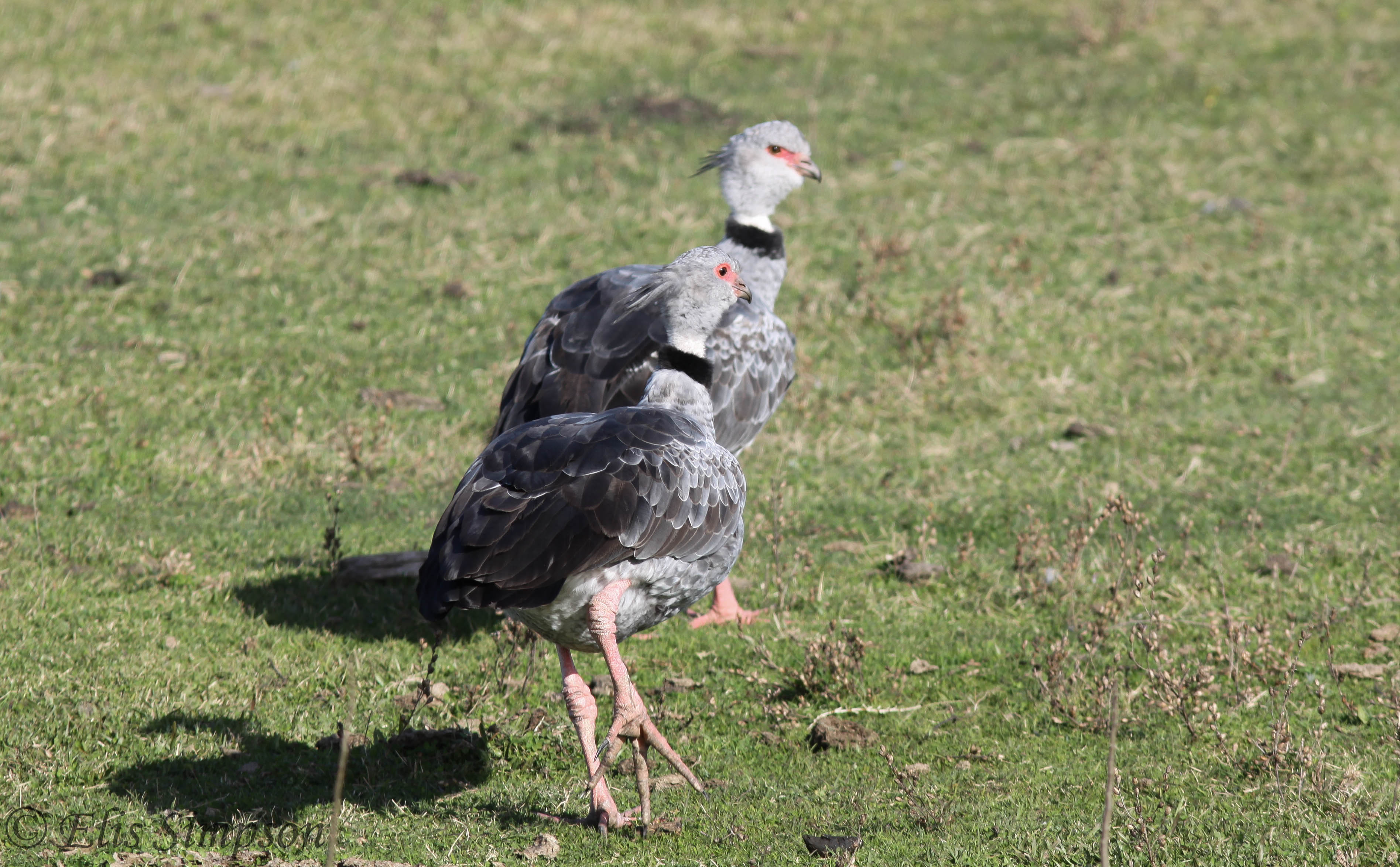

## Autres noms
- Chajá (en espagnol)
- Tapacaré (Bolivie)
- Tachã (en portugais)
- Crested screamer (en anglais)